# María Trinidad Herrero Ezquerro
María Trinidad Herrero Ezquerro (Calahorra, 1961) es una médica española. Es catedrática de Anatomía y Embriología Humana de la Universidad de Murcia y miembro de la Real Academia Nacional de Medicina (RANM), donde ocupa el sillón de Anatomía.

## Biografía
Herrero Ezquerro se licenció en 1985 en Medicina y Cirugía por la Universidad de Navarra. Obtuvo su doctorado en Medicina y Cirugía en 1987. Además de médica, también se licenció en 2011 en Periodismo y en 2014 en Publicidad y Relaciones Públicas por la Universidad de Murcia. Tiene maestrías en medicina en la Universidad de Cambridge (MPhil - Master on Science, Anatomy), en la University College de Londres (Master in Clinical Neurology) y el Máster en Medicina Estética y Antienvejecimiento de la Universidad Complutense de Madrid.
Durante su trayectoria profesional ha sido, entre 2000 y 2006, vicedecana en la Faculta de Medicina de la Universidad de Murcia y vicedecana de Medicina en la Universitat Jaume I; además vicepresidenta del Patronato de HEFAME desde 2019. También es directora del Instituto de Investigación en Envejecimiento de la Universidad de Murcia. En el plano internacional es miembro honorífico de la Asociación Médica Argentina y académica correspondiente extranjera de la Academia Nacional de Medicina de México.
En 2018 fue elegida la primera presidenta de la Real Academia de Medicina y Cirugía de la Región de Murcia. Ocupa las presidencias de Lyceum de Ciencia y de la Asociación de Mujeres Científicas de la Región de Murcia.
En 2021 ingresó en la Real Academia Nacional de Medicina (RANM) donde ocupa el sillón destinado a la Anatomía (el n. º 31). Durante la ceremonia de ingreso leyó el discurso titulado Anatomía de los ganglios basales en 4D: del cadáver al ser humano in vivo.